# Parlamentswahl in Kirgisistan 2020
Die Parlamentswahl in Kirgisistan 2020 wurde am 4. Oktober 2020 in der Kirgisischen Republik abgehalten. Gewählt wurden dabei die 120 Abgeordneten des kirgisischen Parlaments, des Dschogorku Kengesch. Das Ergebnis der Wahl wurde nach massiven Protesten in der Hauptstadt Bischkek und anderen Städten des Landes von der kirgisischen Wahlkommission annulliert.
Gemäß dem vorläufigen Wahlergebnis sollten vier Parteien in das neu gebildete Parlament einziehen, wobei die Abgeordneten der Partei Birimdik die größte Fraktion gebildet hätten. Von den sieben Parteien, die nach der Parlamentswahl 2015 im Dschogorku Kengesch vertreten waren, wäre lediglich der Kirgisistan-Partei der Wiedereinzug in das Parlament gelungen. Trotz dieser großen Dynamik bedeutete das Ergebnis der Parlamentswahl insgesamt ein Votum für den Kurs der bisherigen Regierung unter Führung der Sozialdemokratischen Partei Kirgisistans, da mit Birimdik, Mekenim Kirgisistan und der Kirgisistan-Partei hauptsächlich regierungstreue Parteien im Parlament vertreten gewesen wären.
Die anschließenden Proteste in Kirgisistan 2020 führten zum Rücktritt der Regierung um Kubatbek Boronow und des Präsidenten Sooronbai Dscheenbekow. Dessen Nachfolger im Amt des Präsidenten wurde Sadyr Dschaparow, der das Amt erst kommissarisch übernahm und bei der Präsidentschaftswahl 2021 schließlich zum neuen Präsidenten der Kirgisischen Republik gewählt wurde.

## Wahlsystem
Das Wahlsystem in Kirgisistan blieb im Vergleich zur vorherigen Parlamentswahl 2015 weitestgehend unverändert. Die 120 Abgeordneten im Dschogorku Kengesch werden durch eine Verhältniswahl gewählt. Die registrierten Parteien stellen hierfür eine Wahlliste auf, von der eine bestimmte Anzahl von Kandidaten abhängig von dem Stimmanteil der nominierenden Partei in das Parlament einzieht. Dabei gilt eine doppelte Sperrklausel von 7 % der landesweit abgegebenen Stimmen und 0,7 % der abgegebenen Stimmen in jedem der neun Gebiete des Landes, darunter die beiden größten Städte des Landes, Bischkek und Osch. Während der Legislaturperiode wurde die landesweite Sperrklausel kurzzeitig auf 9 % angehoben, dieser Schritt wurde aber vor der Wahl wieder zurückgenommen, sodass die Anpassung nicht zum Tragen kam. Das Stimmrecht galt für alle kirgisischen Staatsbürger, die zum Zeitpunkt der Wahl 18 Jahre oder älter waren, ausgenommen waren Kriminelle und Menschen mit einer psychischen Störung. Kirgisische Staatsbürger im Alter von mindestens 21 Jahren konnten für ein Abgeordnetenmandat kandidieren, soweit sie von einer registrierten Partei nominiert wurden und keine eingetragenen Vorstrafen aufwiesen.

Das Parlamentsgebäude in Bischkek

Die Organisation der Wahl war Aufgabe der Zentralen Wahlkommission. Dieses Gremium bestand aus 12 Mitgliedern, von denen jeweils vier vom Präsidenten, der Regierungskoalition und der parlamentarischen Opposition nominiert wurden. Die Zentrale Wahlkommission überwachte die Einhaltung des Wahlrechts, war Anlaufstelle für Beschwerden, organisierte die Abhaltung der Wahl und gab nach dem Wahltag das vorläufige Wahlergebnis bekannt. Dieses zentrale Wahlgremium wurde von 54 lokalen Wahlkommissionen unterstützt, die wiederum aus mindestens elf Mitgliedern bestanden.

## Hintergrund
Neben den wirtschaftlichen und politischen Entwicklungen der vergangenen Legislaturperiode prägte insbesondere die COVID-19-Pandemie in Kirgisistan das politische Klima und die thematischen Auseinandersetzungen im Vorfeld der Wahl.

### Politische Konstellation vor der Wahl
Auch die vergangene Legislaturperiode war geprägt von einer sehr dynamischen und kaum gefestigten Parteienlandschaft und häufigen Regierungswechseln. Über die gesamte Legislaturperiode hinweg blieb die Sozialdemokratische Partei Kirgisistans (SDPK) die dominierende politische Kraft und bedeutendste Regierungsfraktion, regierte aber mit wechselnden Koalitionspartnern. Die nach der Parlamentswahl 2015 gebildete Regierungskoalition unter Premierminister Temir Sarijew brach im Oktober 2016 auseinander, nachdem Sarijew schon Monate zuvor vom Amt des Premierministers zurückgetreten war. Insgesamt hatten fünf Politiker während der fünfjährigen Legislaturperiode das Amt des Premierministers inne, die hohe Fluktuation in diesem Amt setzte sich damit auch während dieser Legislaturperiode fort. Eine verhältnismäßig langlebige Koalition wurde im April 2018 von der SDPK, Respublika-Ata-Schurt und Bir Bol gebildet, Premierminister wurde Muchammedkaly Abylgasijew. Dieser trat nach mehr als zwei Jahren im Amt am 16. Juni 2020 nach einem Skandal um mögliche Korruption bei der Vergabe von Funkfrequenzen zurück. Danach bildete sich eine Übergangsregierung unter Kubatbek Boronow, die bis zur Parlamentswahl am 4. Oktober Bestand hatte.
Die bedeutendste Veränderung in der kirgisischen Parteienlandschaft stellte die Zersplitterung der SDPK dar. Die Partei prägte als größte Regierungspartei die beiden vorangegangenen Legislaturperioden und stellte mit Almasbek Atambajew und dem damaligen Amtsinhaber Sooronbai Dscheenbekow auch die beiden letzten Präsidenten Kirgisistans. Nach der Präsidentschaftswahl 2017 kam es zu einem parteiinternen Machtkampf zwischen dem Ex-Präsidenten Atambajew und seinem Nachfolger Dscheenbekow, der in der Verhaftung und Verurteilung Atambajews zu elf Jahren Haft auf Grund von Korruptionsvorwürfen gipfelte. Die SDPK wurde im Zuge des Machtkampfs durch mehrere Abspaltungen geschwächt und trat nicht bei der Parlamentswahl 2020 an. Die Unterstützer Dscheenbekows verließen die SDPK größtenteils in Richtung der Partei Birimdik, die sich als neue Regierungspartei präsentierte, während sich Anhänger Dscheenbekows in der neu gegründeten Partei Sozialdemokraten Kirgisistans sammelten.

### Verlauf der COVID-19-Pandemie in Kirgisistan
Am 18. März wurden die ersten drei Infektionsfälle mit dem Virus SARS-CoV-2 in Kirgisistan bekanntgegeben. Die Geschwindigkeit der Ausbreitung blieb nach offiziellen Angaben vorerst moderat, gewann im Juli aber deutlich an Dynamik mit einem vorläufigen Rekord von 5.091 Neuinfektionen am 19. Juli. Im September konnte die Zahl der täglichen Neuinfektionen auf circa 100 reduziert werden, am 4. Oktober, dem Tag der Parlamentswahl, wurden offiziell 144 Neuinfektionen registriert. Nach Bekanntgabe der ersten bestätigten Fälle in Kirgisistan verhängte die Regierung strikte Maßnahmen zur Eindämmung der Ausbreitung, darunter eine Ausgangssperre von 20 Uhr am Abend bis 7 Uhr am Morgen, strenge Reisebeschränkungen und die Schließung von Geschäften. Mit der Lockerung der Maßnahmen Anfang Juni kam es zu einem starken Anstieg der Neuinfektionen, auf den die Regierung mit einer erneuten Verschärfung der Maßnahmen reagierte.
In der Hauptstadt Bischkek, dem Zentrum des Ausbruchsgeschehens in Kirgisistan, fehlten medizinische Kapazitäten, Personal, Medikamente und Schutzausrüstung, auf Grund der Überforderung des Gesundheitssystems versorgten sich erkrankte Patienten häufig zu Hause. Der akute Personalmangel im Gesundheitswesen führte zu einer hohen Arbeitsbelastung des Personals, das gleichzeitig wegen mangelnder Schutzausrüstung einem hohen Infektionsrisiko ausgesetzt war. Mängel des Regierungshandels wurden teilweise von privaten Initiativen ausgeglichen, unter anderem wurden Spendengelder für medizinische Ausrüstung gesammelt und Unterstützung für Infizierte und medizinisches Personal organisiert.

### Wirtschaftliche Entwicklung
In der vergangenen Legislaturperiode erlebte Kirgisistan eine Stabilisierung der wirtschaftlichen Entwicklung mit einem jährlichen Wirtschaftswachstum zwischen 3,7 % und 4,8 %. Treiber des Wachstums waren vor allem der private Konsum und die Entwicklung des Goldbergbaus. Auch die relative Stabilität der kirgisischen Währung, dem Som, kam der wirtschaftlichen Entwicklung zugute.
Die wirtschaftlichen Folgen der COVID-19-Pandemie drohen die kirgisische Ökonomie allerdings hart zu treffen und jahrelanges Wirtschaftswachstum zu vernichten. Nach einer Studie der Asiatischen Entwicklungsbank und des Entwicklungsprogramms der Vereinten Nationen wird das Bruttoinlandsprodukt Kirgisistans im Jahr 2020 um 10 % einbrechen, die wichtigen Rücküberweisungen von im Ausland lebenden Kirgisen könnten um ein Viertel zurückgehen und die Arbeitslosenquote von circa 6 % auf mehr als 20 % steigen. In Ermangelung staatlicher Maßnahmen zur Bewältigung der ökonomischen Folgen der Pandemie kommt es im Zuge dieser zu erheblichen Auswirkungen auf den Lebensstandard der Kirgisen, besonders betroffen sind dabei alte Menschen, Kinder und Arbeitslose. Angaben der Weltbank zufolge wird die Pandemie einen Anstieg der Armutsquote von circa 20 % auf mehr als 30 % bewirken. Diese immensen ökonomischen Auswirkungen prägten auch den Wahlkampf und das Stimmungsbild im Land vor der Wahl.

### Außenpolitische Entwicklungen
Die Außenpolitik Kirgisistans während der vergangenen Legislaturperiode war vom Einfluss Russlands und der Volksrepublik China einerseits und von regionaler Diplomatie im Verhältnis zu den anderen zentralasiatischen Staaten andererseits geprägt. Der Einfluss Chinas in der Region und in Kirgisistan nahm seit 2015 deutlich zu, unter anderem durch chinesische Kredite für Infrastrukturprojekte in Kirgisistan. Infolgedessen stieg die Auslandsverschuldung Kirgisistans bei der Volksrepublik stark an und es kam zu einer verstärkten Abhängigkeit Kirgisistans von seinen chinesischen Geldgebern. Diese wurde während der COVID-19-Pandemie deutlich, die die kirgisischen Haushaltsplanungen aus dem Gleichgewicht brachte, sodass Kirgisistan mehrfach bei der Volksrepublik China um eine Aufschiebung von Kreditzahlungen bitten musste. Diesen Bitten wurde offiziell nicht stattgegeben, Kirgisistan nahm stattdessen Notfallkredite beim Internationalen Währungsfonds auf.
Das Verhältnis zu Russland profitierte von der starken Position pro-russischer Parteien in Kirgisistan nach der Parlamentswahl 2015. Die Integration Kirgisistans in die Eurasische Wirtschaftsunion ging mit erheblichen Investitionen aus Russland einher und führte zu einer verstärkten wirtschaftspolitischen Zusammenarbeit beider Staaten. Hinsichtlich der russischen Militärpräsenz in Kirgisistan wurde die Vergrößerung des russischen Luftwaffenstützpunktes im kirgisischen Kant vereinbart, die Eröffnung einer zweiten russischen Militärbasis wird von Russland befürwortet, in der kirgisischen Politik fand sich hierfür bislang aber keine Zustimmung.
Im Verhältnis zu den zentralasiatischen Nachbarstaaten zeichnete sich teilweise eine verbesserte Zusammenarbeit ab. Die Bedeutung der Handelsbeziehungen zwischen Kirgisistan und Kasachstan nahm durch den Beitritt Kirgisistans zur Eurasischen Wirtschaftsunion, in der auch Kasachstan Mitglied ist, zu und führte zu einer verstärkten Zusammenarbeit beider Länder. Auch die traditionell schwierigen Beziehungen zu Usbekistan verbesserten sich mit dem Amtsantritt des usbekischen Präsidenten Shavkat Mirziyoyev, der sich eine Stärkung der regionalen Zusammenarbeit zum Ziel gesetzt hatte. Das Verhältnis zu Tadschikistan blieb auf Grund andauernder Zwischenfälle im kirgisisch-tadschikischen Grenzkonflikt angespannt.

## Parteien

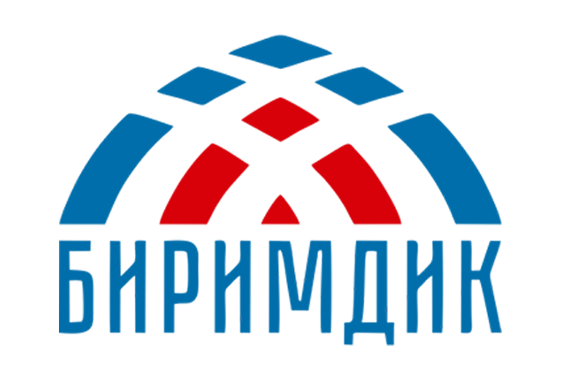
Logo der Partei Birimdik

Insgesamt 16 politische Parteien traten zur Parlamentswahl an, was einer Steigerung um zwei Parteien im Vergleich zur Parlamentswahl 2015 entsprach. Mit der Sozialdemokratischen Partei Kirgisistans (SDPK) und Önügüü-Progress traten zwei der bislang im Parlament vertretenen Parteien nicht mehr zur Wahl an.

### Birimdik
Die Partei Birimdik (dt. Einheit) galt nach dem Niedergang der SDPK als inoffizielle Regierungspartei und nominierte zahlreiche prominente Unterstützer des Präsidenten Sooronbai Dscheenbekow, darunter dessen Bruder Assylbek Dscheenbekow, den damaligen Arbeitsminister Ulukbek Kochkorow und die stellvertretende Parlamentssprecherin Aida Kassymalijewa. Als übergeordnetes Ziel gab die Partei die Umsetzung eines demokratischen Sozialismus aus. Außerdem steht die Partei für eine verstärkte Zusammenarbeit mit Russland, auch im Rahmen der Eurasischen Wirtschaftsunion. Diese russlandfreundliche Haltung der Partei wurde unter dem Begriff Eurasianismus, der unter anderem auf Wahlplakaten der Partei genutzt wurde, zusammengefasst. Die betont russophile Position der Partei führte während des Wahlkampfs zu Kontroversen, nachdem führende Politikern der Partei in einzelnen Aussagen eine ausgeprägte Sowjet-Nostalgie erkennen ließen und teilweise die kirgisische Unabhängigkeit in Frage stellten (siehe Themen). Auf diese Weise bediente die Partei die in Teilen der kirgisischen Bevölkerung immer noch bestehende Sehnsucht nach der Sowjetära, gleichzeitig betonte der Parteivorsitzende Amankulow die Bedeutung der Unabhängigkeit Kirgisistans für das kirgisische Volk.

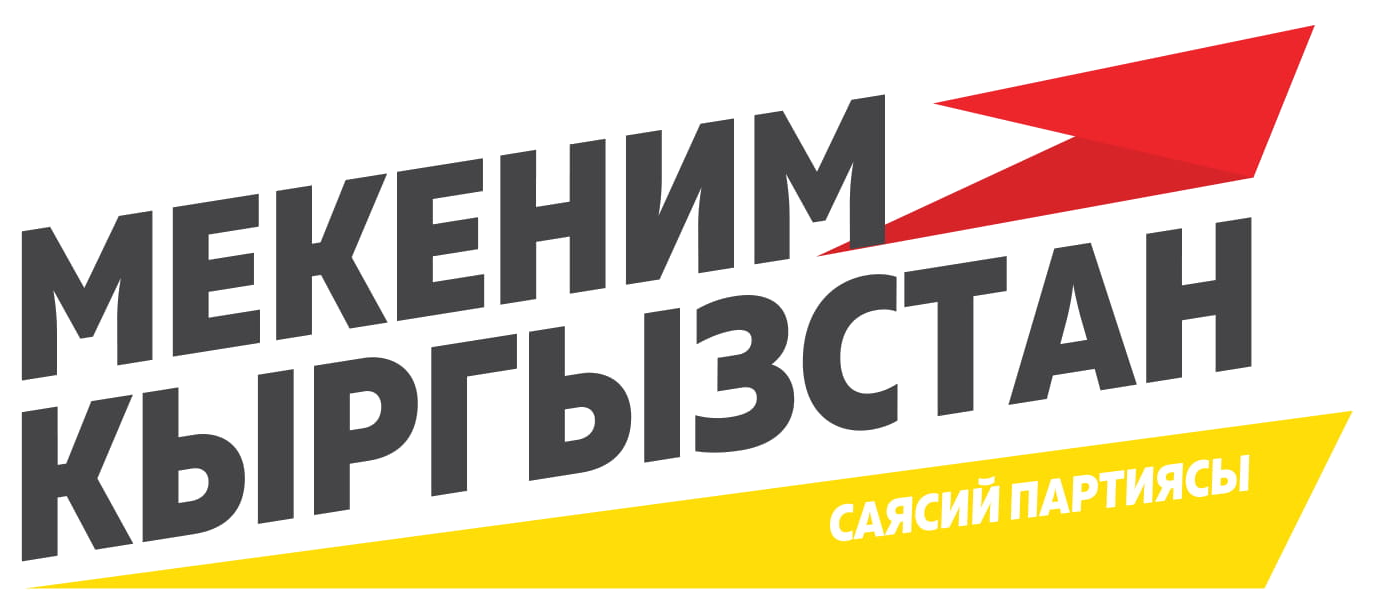
Logo der Partei Mekenim Kirgisistan

### Mekenim Kirgisistan
Als zweiter Favorit im Vorfeld der Wahl galt die Partei Mekenim Kirgisistan (dt. Vaterland Kirgisistan). Diese wurde maßgeblich von der mächtigen Matraimow-Familie um Raimbek Matraimow, der in seiner Funktion als stellvertretender Leiter der kirgisischen Zollbehörde zu großem Reichtum gekommen war, gelenkt. Matraimow selbst bekleidete kein Amt in der Partei, sicherte seinen Einfluss aber durch Vertraute in der Parteispitze, darunter der Parteivorsitzende Mirlan Bakirow, der als langjähriger Freund Matraimows gilt. Außerdem profitierte die Partei von der Unterstützung durch Ata-Schurt, einer nationalistisch ausgerichteten Partei, die bei der Parlamentswahl 2015 noch gemeinsam mit der Partei Respublika angetreten war. Inhaltlich gilt Mekenim Kirgisistan ebenfalls als russlandfreundlich und weitestgehend regierungstreu. Ein zentrales Anliegen der Partei war der Abbau der Bürokratie in Kirgisistan und eine Stärkung der einzelnen Gebiete des Landes im Rahmen einer Dezentralisierung. Im Wahlkampf warb die Partei verstärkt um Stimmen der ländlichen Bevölkerung, indem die ländliche Heimat führender Politiker der Partei und die Entstehung von Mekenim Kirgisistan als Lokalpartei im ländlich geprägten Süden Kirgisistans betont wurde. Auf Grund der großen finanziellen Mittel der Partei durch die Unterstützung der Matraimow-Familie, stand sie bereits während des Wahlkampfs im Zentrum von Manipulationsvorwürfen insbesondere durch den Kauf von Stimmen.

Logo der Kirgisistan-Partei

### Kirgisistan-Partei
Die Kirgisistan-Partei konnte nach der Parlamentswahl 2015 mit 18 Abgeordneten die drittstärkste Fraktion im kirgisischen Parlament bilden. Die Registrierung der Partei für die Parlamentswahl 2020 war Gegenstand eines Rechtsstreits, nachdem die Wahlkommission die Registrierung mit Verweis auf nicht fristgerecht eingereichte Dokumente vorerst abgelehnt hatte. Die Klage gegen diese Entscheidung hatte allerdings Erfolg, sodass die Partei nachträglich registriert wurde. Im Wahlkampf präsentierte sich die Partei als Vertreter der Wirtschaft und Unterstützer der Regierung, der zentrale Wahlkampfslogan lautete Kirgisistan ist in meinem Herzen.

### Bir Bol

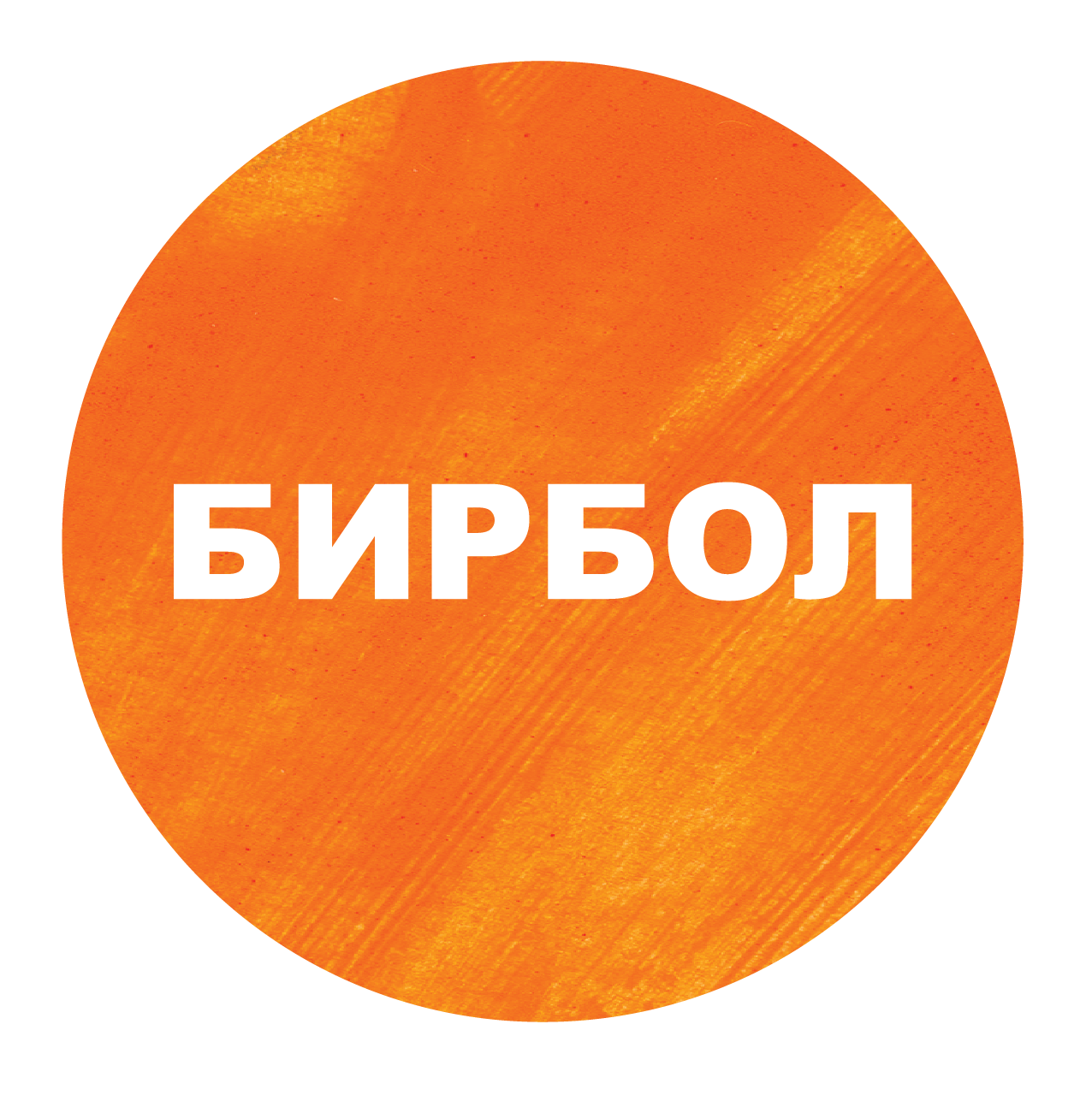
Logo der Partei Bir Bol

Die Partei Bir Bol (dt. Seid einig) schaffte bei der Parlamentswahl 2015 erstmals den Einzug in das kirgisische Parlament und bildete mit 12 Abgeordneten die fünftgrößte Fraktion. Ab 2016 war die Partei zudem an der Regierungskoalition unter Führung der SDPK beteiligt. Die Partei stellte sich vor der Wahl 2020 neu auf und stellte mit einem Durchschnittsalter von 37 Jahren die jüngste Parteiliste aller Parteien auf.

### Butun Kirgisistan
Die Partei Butun Kirgisistan (dt. Einiges Kirgisistan) hatte den Einzug in das Parlament bei der Wahl 2015 im Bündnis mit der Partei Emgek knapp verpasst. Die Partei ist im rechten politischen Spektrum einzuordnen und gilt als nationalistisch. Einen starken Rückhalt genießt Butun Kirgisistan insbesondere im Oblus Batken im Süden Kirgisistans und unter den Anhängern des ehemaligen kirgisischen Präsidenten Kurmanbek Bakijew. Auf der Butun Kirgisistan-Liste trat auch der Parteichef der Partei der Kommunisten Kirgisistans Is'chak Masalijew an.

### Respublika

Logo der Partei Respublika

Die Partei Respublika (dt. Republik) trat bei der vorangegangenen Wahl im Bündnis mit der nationalistischen Ata-Schurt an, verpasste aber das Ziel, stärkste Kraft im kirgisischen Parlament zu werden. Respublika galt nach dem Bruch des Bündnisses mit Ata-Schurt im November 2016 und dem Rückzug des langjährigen Parteivorsitzenden Ömürbek Babanow als geschwächt, trat aber als wirtschaftsfreundliche Alternative erneut bei der Parlamentswahl an.

### Mekentschil
Die Partei Mekentschil (dt. Patriotisch) positionierte sich im Wahlkampf als nationalistische Oppositionspartei. Mit dem Zusammenschluss der ebenfalls nationalistisch ausgerichteten Partei Ata-Schurt mit der eher regierungsfreundlichen Partei Mekenim Kirgisistan wurde Mekentschil neben Butun Kirgisistan zur bedeutendsten Oppositionspartei im rechten politischen Spektrum. Die beiden prominentesten Figuren der Partei sind Sadyr Dschaparow, der zum Zeitpunkt der Wahl wegen der Beteiligung an der Geiselnahme eines politischen Gegners in Karakol inhaftiert war, und Kamtschibek Taschijew, der ehemalige Parteivorsitzende von Ata-Schurt.

### Andere Parteien
Den übrigen konkurrierenden Parteien wurden bereits im Vorfeld der Wahl kaum Chancen beigemessen, in das kirgisische Parlament einzuziehen. Dies lag an der oft nur geringen Wählerbasis und der Begrenztheit der finanziellen Mittel, die einen landesweit sichtbaren Wahlkampf nicht zuließen. Zudem verhinderte die vergleichsweise hohe Sperrklausel von 7 % im kirgisischen Wahlsystem den Einzug kleinerer Parteien in das Parlament. Trotzdem gelang es einigen kleineren Parteien, während des Wahlkampfs Aufmerksamkeit zu erregen. Dazu zählte die Partei Sozialdemokraten Kirgisistans, die als Splittergruppe der ehemaligen SDPK im Wahlkampf den ehemaligen Präsidenten Atambajew unterstütze und den zum Zeitpunkt der Wahl inhaftierten Ex-Präsidenten auf zahlreichen Wahlplakaten abbildete. Einzigartig war außerdem der Wahlkampf der 2020 gegründeten Partei Reforma, die die Gebühr zur Registrierung der Partei sowie weite Teile des Wahlkampfs durch Crowdfunding vor allem unter jungen Menschen und Akademikern finanzierte.

## Wahlkampf
Der Wahlkampf begann offiziell am 4. September, einen Monat vor dem Wahltag, und endete am 3. Oktober, 24 Stunden vor Öffnung der ersten Wahllokale. Der Wahlkampf war insgesamt lebhaft und frei, einzelne gewaltsame Zusammenstöße zwischen politischen Gruppen im Wahlkampf und eine scharfe Rhetorik einiger Politiker zeigten aber auch die starke Polarisierung in der kirgisischen Politik. In Anbetracht der COVID-19-Pandemie in Kirgisistan war der Verlauf des Wahlkampfs anfangs ungewiss. Tatsächlich entwickelte sich aber, teilweise unter Missachtung des Infektionsschutzes, ein lebhafter Wahlkampf. Ein weiteres Merkmal des Wahlkampfs in Kirgisistan war die geringe Anziehungskraft von Parteien, deren Positionierung und Ausrichtung häufig unklar war. Entscheidender für die Wahlentscheidung der meisten Bürger waren einzelne Politiker mit nationaler Bekanntheit, zahlreiche Parteien führten daher einen stark personenbezogenen Wahlkampf und stellten eine inhaltliche Profilierung dabei zurück. Die inhaltliche Aufstellung der Parteien erfolgte in den meisten Fällen parallel zur Aufstellung der Wahllisten auf Parteitagen im August 2020. Die meisten Parteien formulierten dabei allgemeine Leitlinien, blieben jedoch konkretere politische Vorhaben schuldig.

### Themen
Ein bestimmendes Thema bereits im Wahlkampf waren Befürchtungen, das Wahlergebnis könne durch Stimmenkauf verzerrt werden. Vor allem von Nichtregierungsorganisationen und oppositionellen Parteien wurde vor einer Manipulation der Wahl insbesondere durch die finanzstarken Parteien Mekenim Kirgisistan und Birimdik gewarnt. Am 2. Oktober, zwei Tage vor der Wahl, wurde im Oblus Osch ein Unterstützer der Partei Mekenim Kirgisistan verhaftet, nachdem er Bargeld an Wähler verteilt hatte. Eine Sprecherin der Partei stritt die Vorwürfe des Stimmenkaufs ab und gab an, der verhaftete Mann stünde in keiner Beziehung zum Wahlkampf der Partei. Neben dem Kauf von Stimmen warfen oppositionelle Parteien den Regierungsparteien vor, staatliche Ressourcen zu missbrauchen und Druck auf Beamte auszuüben. Aus dem Süden Kirgisistans wurden mehrere Fälle bekannt, bei denen Lehrer von den Parteien Mekenim Kirgisistan und Birimdik unter Androhung ausbleibender Gehaltszahlungen oder Entlassung dazu gedrängt wurden, die jeweilige Partei zu unterstützen und für diese zu werben.

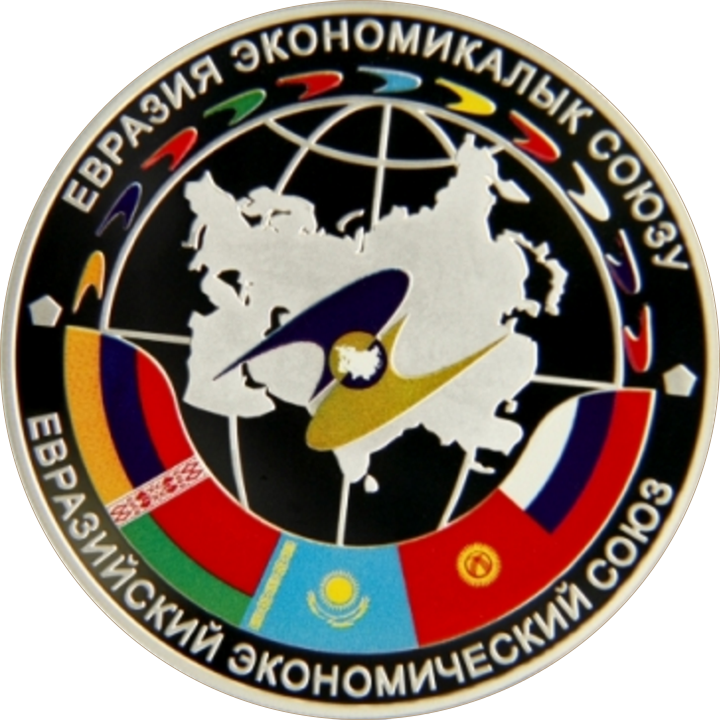
Sondermünze im Wert von 10 Som anlässlich des Beitritts Kirgisistans zur Eurasischen Wirtschaftsunion

Das Verhältnis zu Russland war als Dauerthema der kirgisischen Politik auch im Wahlkampf vor der Parlamentswahl 2020 präsent. Insgesamt bekannte sich eine deutliche Mehrheit der Parteien zu einer Partnerschaft mit Russland und einer verstärkten Zusammenarbeit im Rahmen der Eurasischen Wirtschaftsunion (EAWU), der Kirgisistan im Jahr 2015 beigetreten war. Insbesondere die Partei Birimdik positionierte sich als pro-russisch und forderte eine deutliche Ausrichtung Kirgisistans in Richtung der von Russland dominierten EAWU. Kontroversen löste die Veröffentlichung eines Videos aus dem Jahr 2019 aus, das Aussagen des Birimdik-Parteivorsitzenden Marat Amankulow enthält, wonach es 30 Jahre nach der Unabhängigkeit Zeit sei, umzudenken und in den Schoß zurückzukehren. Diese Aussage verbreitete sich nach der Veröffentlichung rasch in den Sozialen Medien und wurde vielfach als Kritik an der kirgisischen Unabhängigkeit interpretiert. Am 27. September 2020 protestierten einige Hundert Anhänger verschiedener Parteien, darunter Ata Meken, Bir Bol und Reforma, in Bischkek. Sie warfen Amankulow und seiner Partei vor, die kirgisische Souveränität zu untergraben. Amankulow bezeichnete die Veröffentlichung des Videos als Provokation und würdigte die Unabhängigkeit als größte Errungenschaft des kirgisischen Volkes.
Der Verlauf der COVID-19-Pandemie in Kirgisistan war als prägendes Thema der Monate vor der Wahl auch politisch von Bedeutung. Das Handeln der Regierung wurde von der Opposition vielfach kritisiert, insbesondere der mangelhafte Zustand des kirgisischen Gesundheitssystems und die Passivität der Regierung im Umgang mit den wirtschaftlichen und sozialen Folgen der Pandemie stießen auf Kritik. Konzepte zum besseren Umgang mit der Pandemie wurden im Wahlkampf hingegen kaum formuliert (siehe Hintergrund). Der Einfluss der Pandemie auf die Organisation der Wahl und insbesondere auf die Gestaltung des Wahlkampfs wurde von verschiedenen Akteuren unterschiedlich bewertet. Das Büro der Vereinten Nationen in Kirgisistan forderte die politischen Parteien in einem Appell zur Einhaltung der Hygiene- und Abstandsregeln auf, zudem legte die Zentrale Wahlkommission Schutzmaßnahmen zur Vermeidung vermehrter Infektionen am Wahltag und bei Wahlkampfveranstaltungen fest und stellte am Wahltag Mund-Nasen-Schutzmasken und Desinfektionsmittel bereit. Trotzdem wurden bei zahlreichen Veranstaltungen während des Wahlkampfs Abstandsregeln und Empfehlungen der Zentralen Wahlkommission missachtet.

### Wahlkampagnen
Die Wahlkampagnen der 16 antretenden Parteien unterschieden sich hinsichtlich ihres Umfangs deutlich, da die finanziellen Mittel der meisten Parteien einen landesweiten, einmonatigen Wahlkampf nicht erlaubten. Das Gesamtbudget für den Wahlkampf war auf 300 Millionen Som gedeckelt, was einer deutlichen Senkung im Vergleich zum Maximalbudget von 500 Millionen Som bei der Parlamentswahl 2015 entsprach. Die Finanzierung des Wahlkampfes erfolgte durch Parteimittel und Spenden. Spenden aus dem Ausland, in Bargeld, von anonymen Spendern oder von religiösen sowie gemeinnützigen Organisationen waren dabei verboten. Das größte Wahlkampfbudget stand den Parteien Birimdik, Mekenim Kirgisistan und der Kirgisistan-Partei zur Verfügung.
Verbreitete Formen des Wahlkampfes waren Wahlplakate, Zeitungsanzeigen, Wahlwerbung im Radio und Fernsehen, Tür-zu-Tür-Wahlkampf und öffentliche Wahlkampfveranstaltungen mit Kandidaten der werbenden Partei. Insbesondere die letzten beiden Formen des Wahlkampfes waren aus epidemiologischer Perspektive nicht unumstritten, wurden aber von den meisten Parteien trotzdem genutzt. Wahlplakate waren im Straßenbild insbesondere in den größeren Städten des Landes sehr präsent, vor allem Birimdik, Mekenim Kirgisistan, Mekentschil, die Sozialdemokraten Kirgisistans und die Kirgisistan-Partei waren mit zahlreichen Plakaten vertreten. Viele Plakate zeigten ausschließlich den Namen der Partei und einen ihrer bekanntesten Politiker, auf inhaltliche Botschaften wurde dabei oftmals gänzlich verzichtet. Andere Plakate waren mit einem zentralen Wahlkampfslogan der jeweiligen Partei bedruckt, beispielsweise Demokratischer Sozialismus – der Weg zu Entwicklung in Kirgisistan von der Partei Birimdik, Kirgisistan ist in meinem Herzen von der Kirgisistan-Partei oder Macht dem Volk – Diebe sollten im Gefängnis sein von der nationalistischen Mekentschil-Partei.
Neben diesen klassischen Wahlkampfformen spielte auch der Wahlkampf über Social Media eine wachsende Rolle. Insbesondere über Social Media kam es auf Grund des mangelnden Einflusses von Kontrollgremien wie der Zentralen Wahlkommission zu persönlichen Angriffen auf einzelne Kandidaten und gezielten Desinformationskampagnen. Diese Aktivitäten gingen zumeist von anonymen Benutzerkonten aus und nahmen im Laufe des Wahlkampfes zu. Für die Wahlwerbung im überwiegend staatlichen Fernsehen wurde den registrierten Parteien eine gewisse Sendezeit für Wahlwerbung zur Verfügung gestellt, dieses Kontingent wurde auf Grund der Einschränkungen im physischen Wahlkampf im Vergleich zu vorangegangenen Wahlen ausgeweitet. Zusätzlich konnten Parteien Sendezeit kaufen, was wegen der finanziellen Ressourcen nur den größeren Parteien möglich war. Zudem waren die Regierung und der Präsident in den staatlichen Medien Gegenstand intensiver und tendenziell positiver Berichterstattung, sodass insgesamt ein Übergewicht für die finanzstarken, regierungstreuen Parteien im Fernsehen entstand. Ein Gegenpol dazu stellten mehrere TV-Debatten in verschiedenen Formaten dar, bei denen Vertreter von allen 16 Parteien die Gelegenheit hatten, sich einer breiten Wählerschaft zu präsentieren. Die weniger einflussreichen privaten Fernsehsender in Kirgisistan waren um eine neutrale und ausgewogene Berichterstattung bemüht.

### Ausschreitungen
Vereinzelt kam es in den Wochen vor der Wahl zu Ausschreitungen am Rande von politischen Veranstaltungen. Bereits die Festlegung des 4. Oktobers als Wahltermin durch ein Dekret von Präsident Dscheenbekow am 2. Juli 2020 führte zu Protesten in Bischkek, bei denen die Verschiebung des Wahltermins in Anbetracht der COVID-19-Pandemie in Kirgisistan und der Rücktritt der Regierung gefordert wurde. Bei den Protesten wurden acht Aktivisten vor dem Parlamentsgebäude in der kirgisischen Hauptstadt verhaftet.
Am 20. September kam es in dem großen Dorf Arawan im Ferghanatal zu gewaltsamen Zusammenstößen bei einer Wahlkampfveranstaltungen von Mekenim Kirgisistan. Nachdem ein Redner bei der Veranstaltung einen politischen Gegner beleidigt hatte, wurden die Besucher der Veranstaltung von Anhängern der Partei Birimdik angegriffen. In einem circa 15 Minuten andauernden Handgemenge wurden zwölf Menschen verletzt, einer davon schwer, und mehrere Fahrzeuge beschädigt. Vertreter beider beteiligter Parteien riefen nach dem Zusammenstoß zur Untersuchung der Umstände und zur Identifikation der Provokateure auf.
Am 29. September kam es im Distrikt Ösgön zu einer weiteren körperlichen Auseinandersetzung zwischen Anhängern verschiedener Parteien, bei der ein Mann starb. Am 1. Oktober, drei Tage vor dem Tag der Parlamentswahl, gab die Partei Respublika in einer Erklärung bekannt, der Tote sei ein Unterstützer der Partei und an deren Wahlkampf im Oblus Osch beteiligt gewesen. Auch in anderen Teilen des Landes seien Unterstützer von Respublika verstärktem moralischem und physischem Druck ausgesetzt, so die Verfasser der Erklärung. Des Weiteren mahnten die Verfasser in Richtung der anderen politischen Parteien, es gebe nichts wertvolleres als das menschliche Leben, kein Abgeordnetenmandat sei mehr wert als ein einzelnes Leben. Eine Sprecherin der lokalen Strafverfolgungsbehörden sagte hingegen mit Blick auf den Mord vom 29. September, der Fall stehe in keinem Zusammenhang mit den anstehenden Parlamentswahlen.

## Ergebnis

Rechnerische Verteilung der Sitze:
Birimdik: 46 Sitze
Mekenim Kirgisistan: 45 Sitze
Kirgisistan-Partei: 16 Sitze
Butun Kirgisistan: 13 Sitze

Die Zentrale Wahlkommission gab bereits kurz nach der Schließung der Wahllokale erste vorläufige Ergebnisse der Parlamentswahl bekannt. In den folgenden Tagen veröffentlichte die Zentrale Wahlkommission detaillierte Ergebnisse, einschließlich der Wahlbeteiligung und der Wahlergebnisse auf regionaler Ebene. Die landesweite Wahlbeteiligung wird offiziell mit 56,2 % angegeben, die höchste Wahlbeteiligung wurde in der Stadt Osch mit 68,3 % registriert, die niedrigste im Oblus Batken mit 50,34 %. Auf Landesebene setzte sich der Trend einer abnehmenden Wahlbeteiligung fort, nachdem die Wahlbeteiligung bei der Parlamentswahl 2010 bei 61 % und bei der Parlamentswahl 2015 bei 59 % gelegen hatte.
Als Ergebnis der Parlamentswahl vom 4. Oktober 2020 veröffentlichte die Zentrale Wahlkommission folgende Zahlen:
| Partei                                     | Stimmen | Stimmen | Sitze  | Sitze |
| Partei                                     | Anzahl  | %       | Anzahl | +/−   |
| ------------------------------------------ | ------- | ------- | ------ | ----- |
| Birimdik                                   | 481.950 | 24,52 % | 46     | +46   |
| Mekenim Kirgisistan                        | 467.282 | 23,77 % | 45     | +45   |
| Kirgisistan-Partei                         | 170.887 | 8,69 %  | 16     | -2    |
| Butun Kirgisistan                          | 143.424 | 7,3 %   | 13     | +13   |
| Mekentschil                                | 134.926 | 6,86 %  | 0      | ±0    |
| Respublika                                 | 113.265 | 5,76 %  | 0      | -28 1 |
| Ata Meken                                  | 79.457  | 4,04 %  | 0      | -11   |
| Yiman Nuru                                 | 66.137  | 3,36 %  | 0      | ±0    |
| Bir Bol                                    | 59.923  | 3,05 %  | 0      | -12   |
| Chon Kazat                                 | 45.667  | 2,32 %  | 0      | ±0    |
| Zamandash                                  | 42.292  | 2,15 %  | 0      | ±0    |
| Sozialdemokraten Kirgisistans              | 41.577  | 2,12 %  | 0      | ±0    |
| Reforma                                    | 32.313  | 1,64 %  | 0      | ±0    |
| Meken Yntymagy                             | 12.324  | 0,63 %  | 0      | ±0    |
| Ordo                                       | 4.290   | 0,22 %  | 0      | ±0    |
| Partei der Veteranen des Afghanistankriegs | 3.397   | 0,17 %  | 0      | ±0    |
| Sozialdemokratische Partei Kirgisistans    | -       | -       | 0      | -38   |
| Önügüü-Progress                            | -       | -       | 0      | -13   |
| Ablehnung aller Parteien                   | 35.097  | 1,79 %  | -      | -     |

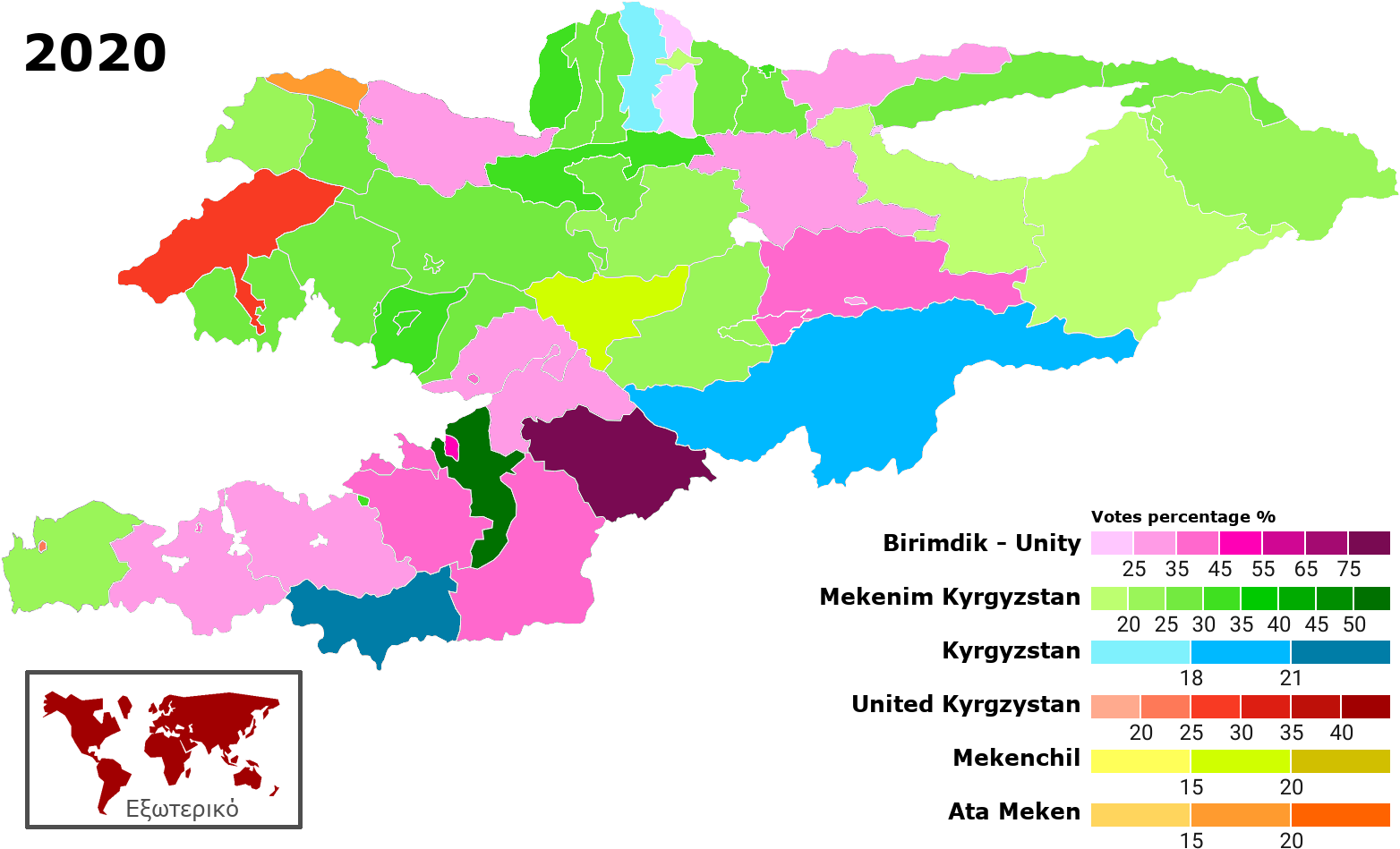
Stimmanteile der stärksten Parteien auf lokaler Ebene (Unity = Birimdik, Homeland Kyrgyzstan = Mekenim Kirgisistan, United Kyrgystan = Butun Kirgisistan)

1 Respublika kandidierte 2015 im Bündnis mit der Partei Ata Schurt
Demnach hätten mit Birimdik, Mekenim Kirgisistan, der Kirgisistan-Partei und Butun Kirgisistan vier Parteien den Einzug in den Dschogorku Kengesch geschafft, nachdem in der vergangenen Legislaturperiode noch sechs Fraktionen im Parlament vertreten waren. Erwartungsgemäß konnten Birimdik und Mekenim Kirgisistan die meisten Stimmen auf sich vereinen, wobei Birimdik mit 46 Abgeordneten die stärkste Fraktion gebildet hätte. Das Wahlergebnis stellte für die Opposition gegen den bisherigen Kurs der Regierung eine Enttäuschung dar, da mit Butun Kirgisistan nur eine oppositionelle Partei den Sprung über die 7-Prozent-Hürde geschafft hatte. Der Wahlausgang trug in Kombination mit den zahlreichen Hinweisen auf weitverbreiteten Stimmenkauf zur Dynamik der anschließenden Proteste und schließlich zur Annullierung des Wahlergebnisses bei.